# Asma Beljoja
Asma Beljoja (àrab: أسماء بلخوجة)  (Hammam Lif, 1930 - 28 de març de 2011) va ser una pionera del moviment feminista tunisenc.

## Biografia
Asma Beljoja va néixer l'any 1930 al si d'una família tunisenca d'arrels turques, en una família tunisiana d'origen turc que va donar a Tunísia una línia de teòlegs de renom. Des de ben jove, Beljoja es va adonar de la situació deplorable de la dona tunisenca a través de l'actitud del seu pare que, tot i tenir una relació molt propera amb l'esposa i els fills, perpetuava el mateix comportament patriarcal que la resta d'homes de la seva generació i, per tant, va preferir limitar l'educació de les seves filles. El pare de Beljoja va morir quan ella tenia 13 anys; en aquell moment, la seva educació es limitava als coneixements bàsics de religió i literatura àrab.
Quan era una adolescent es va afiliar a la primera associació de dones tunisenques, anomenada Unió de Dones Musulmanes. L'any 1954 es va casar amb Azuz Rebai, un membre destacat del Nou Partit Constitucional Liberal, també conegut com a Neo-Destour. Belkhodja va participar en les reunions del Nou Partit Constitucional Liberal al costat de Farahat Haxed i en la famosa manifestació organitzada pel partit el 15 de febrer de 1952. Juntament amb altres activistes, va ser arrestada i condemnada a divuit mesos de presó. Quan Tunísia es va independitzar, va ser una de les fundadores de la Unió Nacional de la Dona Tunisenca l'any 1958, amb Aixa Bellagha com a presidenta i Belkhodja com a secretària.